# نادي أكويلا
نادي أكويلا هو نادي كرة قدم سلفادوري أٌسس عام 1926. يلعب النادي في دوري السلفادور لكرة القدم.